# Campionati mondiali di karate 1975
La 3ª edizione dei campionati mondiali di karate si è disputata a Long Beach nel 1975. Prevedeva solo due prove maschili. Alla competizione hanno partecipato 300 karateka provenienti da 30 paesi del mondo.

## Medagliere
| Posizione | Nazione         | Oro | Argento | Bronzo | Totale |
| --------- | --------------- | --- | ------- | ------ | ------ |
| 1         | Giappone        | 1   | 2       | 0      | 3      |
| 2         | Regno Unito     | 1   | 0       | 0      | 1      |
| 3         | Paesi Bassi     | 0   | 0       | 1      | 1      |
| 3         | Rep. Dominicana | 0   | 0       | 1      | 1      |

## Risultati

### Prova individuale
| Posizione | Karateka          |
| --------- | ----------------- |
| 1         | Kazusada Murakami |
| 2         | J. Hamaguchi      |
| 3         | P. Antonio Rivera |

### Prova a squadre
| Posizione | Nazione     |
| --------- | ----------- |
| 1         | Regno Unito |
| 2         | Giappone    |
| 3         | Paesi Bassi |
| 4         | Filippine   |

## Fonti
- Sito della Federazione Mondiale di Karate, su wkf.net. URL consultato il 15 agosto 2007 (archiviato dall'url originale l'11 luglio 2007).